# Cercle de Thuringe
1547–1815
Entités précédentes :
- Landgraviat de Thuringe

Entités suivantes :
- Province de Saxe au sein du
 Royaume de Prusse

Le cercle de Thuringe (en allemand : Thüringer Kreis ou Thüringischer Kreis) est une ancienne subdivision de l'électorat de Saxe. Créé en 1547, son territoire s'étendait sur le nord et le nord-est de la région historique de Thuringe, acquis par la maison de Wettin au XIIIe siècle.
Pendant la période de 1656 à 1746, la plupart des bailliages du cercle de Thuringe était la possession des ducs de Saxe-Weissenfels, lignée collatérale de la branche albertine des Wettin. Après les guerres napoléoniennes, par réolution du congrès de Vienne en 1815, le territoire doit être cédé à la Prusse.

## Territoire
Le territoire du cercle de Thuringe longe le cours de la rivière Unstrut, dans le nord du bassin de Thuringe, jusqu'à l'embouchure dans la Saale. Au sud-est, il s'étend jusqu'au rive de l'Elster Blanche. Parmi les principales villes figurent Weissenfels, Sangerhausen et Langensalza.

## Subdivision administrative

### Bailliages de l'èlectorat de Saxe en Thuringe
| Nom du bailliage      | Chef-lieu du bailliage | Commentaire                                                               |
| --------------------- | ---------------------- | ------------------------------------------------------------------------- |
| Kreisamt Tennstedt    | Tennstedt              | —                                                                         |
| Schulamt Pforta       | Schulpforte            | École régionale de Pforta                                                 |
| Amt Weißenfels        | Weissenfels            | Saxe-Weissenfels                                                          |
| Amt Langensalza       | Langensalza            | Saxe-Weissenfels                                                          |
| Amt Freyburg          | Freyburg               | Saxe-Weissenfels                                                          |
| Amt Sachsenburg       | Sachsenburg            | Saxe-Weissenfels                                                          |
| Amt Sangerhausen      | Sangerhausen           | Saxe-Weissenfels                                                          |
| Amt Eckartsberga      | Eckartsberga           | Saxe-Weissenfels                                                          |
| Amt Weißensee         | Weißensee              | Saxe-Weissenfels                                                          |
| Amt Tautenburg        | Tautenburg             | Saxe-Zeitz                                                                |
| Ganerbschaft Treffurt | Treffurt               | Condominium avec l'électorat de Mayence et le landgraviat de Hesse-Cassel |

### Bailliages magdebourgeois de la principauté de Saxe-Querfurt
| Nom du bailliage  | Chef-lieu du bailliage | Commentaire   |
| ----------------- | ---------------------- | ------------- |
| Amt Wendelstein   | Wendelstein            | Saxe-Querfurt |
| Amt Sittichenbach | Sittichenbach          | Saxe-Querfurt |
| Amt Querfurt      | Querfurt               | Saxe-Querfurt |
| Amt Heldrungen    | Heldrungen             | Saxe-Querfurt |
| Amt Dahme         | Dahme                  | Saxe-Querfurt |
| Amt Jüterbog      | Jüterbog               | Saxe-Querfurt |